# Liste von Schauaquarien in Deutschland
In der Liste von Schauaquarien in Deutschland sind Schauaquarien aufgeführt, die für die Öffentlichkeit zugänglich sind. 
Neben reinen Aquarienanlagen können auch Zoos oder Museen aufgeführt werden, bei denen eine große Aquarienabteilung ein wesentlicher Bestandteil ist.
Das Gesamtvolumen aller Aquarien sollte mehr als 15.000 Liter betragen. Schauaquarien ohne Blaulink nur mit Einzelnachweis.    

## Liste
| Stadt               | Postleitzahl | Name                           | Eröffnungsjahr               | Schließung | Volumen aller Aquarien in Liter | Volumen des größten Beckens in Liter | Anzahl der Becken | Besucher pro Jahr (max.)                    | Webpräsenz/Einzelnachweis |
| ------------------- | ------------ | ------------------------------ | ---------------------------- | ---------- | ------------------------------- | ------------------------------------ | ----------------- | ------------------------------------------- | ------------------------- |
| Albstadt            | 72458        | Albaquarium                    | 1957                         | geöffnet   | 22.000                          |                                      | 40                | 8.500                                       | Webpräsenz                |
| Bad Wiessee         | 83707        | Aquadome                       | 2010                         | 2024       | 60.000                          |                                      | 5                 |                                             | Einzelnachweis            |
| Berlin              | 10178        | Sea Life Berlin                | 2003                         | geöffnet   | 500.000                         | 300.000                              | 37                |                                             | Webpräsenz                |
| Berlin              | 10787        | Aquarium Berlin                | 1913                         | geöffnet   | 700.000                         | 130.000                              | 79                | 3.700.000 (2019, Aquarium und Zoo zusammen) | Webpräsenz                |
| Bleckede            | 21354        | Biosphaerium Elbtalaue         | 2011                         | geöffnet   | 70.000                          | 32.000                               | 8                 | 29.000                                      | Webpräsenz                |
| Bochum              | 44791        | Tierpark und Fossilium Bochum  | 1988                         | geöffnet   | > 189000                        | 170.000                              | 25                |                                             | Webpräsenz                |
| Bonn                | 53133        | Museum Koenig                  | 2017 (Unterwasserlandschaft) | geöffnet   | > 16000                         |                                      | 18                | 123.000                                     | Webpräsenz                |
| Borkum              | 26757        | Nordseeaquarium                | 2016 (komplett erneuert)     | geöffnet   |                                 | 15.000                               | 16                |                                             | Webpräsenz                |
| Bremerhaven         | 27568        | Zoo am Meer                    | 2013                         | geöffnet   | 200.000                         | 100.000                              | 9                 | 330.000                                     | Webpräsenz                |
| Burg                | 23769        | Meereszentrum Fehmarn          | 1997                         | geöffnet   | 4.000.000                       | 400.000                              | 40                | 450.000                                     | Webpräsenz                |
| Büsum               | 25761        | Aquarium am Hafen              | 2023                         | geöffnet   |                                 | 24.000                               | 35                |                                             | Webpräsenz                |
| Coburg              | 56450        | Sea-Star-Aquarium              | 2001                         | 2011       | > 130000                        | 130.000                              | 60                |                                             | Einzelnachweis            |
| Cuxhaven            | 27472        | Sea Life Cuxhaven              | 2008                         | 2008       | 400.000                         |                                      | 30                |                                             | Einzelnachweis            |
| Dresden             | 01069        | Sea Life Dresden               | 2004                         | 2008       | 400.000                         |                                      | 30                |                                             | Einzelnachweis            |
| Düsseldorf          | 40474        | Aquazoo-Löbbecke Museum        | 2017 (Wiedereröffnung)       | geöffnet   | 613.000                         | 245.000                              | 80                | 520.000                                     | Webpräsenz                |
| Günzburg            | 89312        | Legoland Atlantis bei Sea Life | 2009                         | geöffnet   | > 535000                        | 535.000                              |                   |                                             | Webpräsenz                |
| Hamburg             | 22527        | Tropen-Aquarium Hagenbeck      | 2007                         | geöffnet   | 2.000.000                       | 1.800.000                            | 29                |                                             | Webpräsenz                |
| Hannover            | 30419        | Sea Life Hannover              | 2007                         | geöffnet   | > 300000                        | 300.000                              |                   |                                             | Webpräsenz                |
| Helgoland           | 27498        | Aquarium Helgoland             | 1902 (Renovierung 1998)      | 2015       |                                 |                                      | 19                |                                             | Einzelnachweis            |
| Karlsruhe           | 76133        | Naturkundemuseum Karlsruhe     | 1962 (Neueröffnung Vivarium) | geöffnet   | > 240000                        | 240.000                              | 30                | 150.000                                     | Webpräsenz                |
| Kiel                | 24105        | Aquarium Geomar                | 1972                         | geöffnet   |                                 | 11.000                               | 32                | 80.000                                      | Webpräsenz                |
| Königswinter        | 53639        | Sea Life Königswinter          | 2005                         | 2022       |                                 |                                      |                   |                                             | Einzelnachweis            |
| Konstanz            | 78462        | Sea Life Konstanz              | 1999                         | geöffnet   | > 320000                        | 320.000                              |                   |                                             | Webpräsenz                |
| München             | 80809        | Sea Life München               | 2006                         | geöffnet   | 700.000                         | 400.000                              |                   |                                             | Webpräsenz                |
| Nürnberg            | 90478        | Sea Life Nürnberg              | 2005                         | 2007       | > 250000                        | 250.000                              |                   |                                             | Einzelnachweis            |
| Oberhausen          | 46047        | Sea Life Oberhausen            | 2002                         | geöffnet   | 2.000.000                       | 1.500.000                            | 50                |                                             | Webpräsenz                |
| Oberhof             | 98559        | Exotarium Oberhof              | 2005 (Aquariumabteilung)     | geöffnet   |                                 | 40.000                               |                   |                                             | Webpräsenz                |
| Oberwiesenthal      | 09484        | Meeresaquarium am Fichtelberg  | 2011                         | geöffnet   |                                 | 23.000                               | 39                | 36.000                                      | Webpräsenz                |
| Speyer              | 67346        | Sea Life Speyer                | 2003                         | geöffnet   | > 320000                        | 320.000                              |                   |                                             | Webpräsenz                |
| Stralsund           | 18439        | Ozeaneum Stralsund             | 2008                         | geöffnet   | > 2600000                       | 2.600.000                            | 50                | 594.000                                     | Webpräsenz                |
| Stralsund           | 18439        | Deutsches Meeresmuseum         | 1975                         | geöffnet   | > 700000                        | 700.000                              | 31                | 850.000                                     | Webpräsenz                |
| Timmendorfer Strand | 23669        | Sea Life Timmendorfer Strand   | 1996                         | geöffnet   | > 220000                        | 220.000                              |                   |                                             | Webpräsenz                |
| Tönning             | 25832        | Multimar Wattforum             | 1999                         | geöffnet   | 500.000                         | 250.000                              | 37                | 200.000 (etwa)                              | Webpräsenz                |
| Travemünde          | 23570        | Ostseestation Travemünde       | 2018 (Neueröffnung)          | geöffnet   |                                 |                                      | 25                |                                             | Webpräsenz                |
| Waren (Müritz)      | 17192        | Müritzeum                      | 2007                         | geöffnet   | 200.000                         | 105.000                              | 26                | 175.000 (etwa)                              | Webpräsenz                |
| Westerland          | 25980        | Sylt Aquarium                  | 2004                         | geöffnet   | 1000.000                        |                                      | 25                |                                             | Webpräsenz                |
| Wilhelmshaven       | 26382        | Aquarium Wilhelmshaven         | 2002                         | geöffnet   | 600.000                         |                                      |                   |                                             | Webpräsenz                |
| Zella-Mehlis        | 98544        | Erlebnispark Meeresaquarium    | 2002 (Neueröffnung)          | geöffnet   | > 1000                          | 1.000.000                            | 60                | 400.000                                     | Webpräsenz                |